# Araneus hortensis
Araneus hortensis là một loài nhện trong họ Araneidae.
Loài này thuộc chi Araneus. Araneus hortensis được John Blackwall miêu tả năm 1859.